# عشاق (فیلم ۱۹۵۸)
عشاق (به فرانسوی: Les Amants) فیلمی به کارگردانی لویی مال با بازی ژن مورو و آلن کونی و ژان مارک بوری بر اساس داستانی از دومینیک ویوان این فیلم ساخت فرانسه در ۱۹۵۸ است و جزو فیلم‌های موج نوی فرانسه محسوب می‌شود.

## داستان
زن شهرستانی پولداری ژن مورو که همسر صاحب امتیاز روزنامه‌ای پرتیراژ (آلن کونی) است، در پاریس به دنبال هیجان می‌گردد و معشوقی (خوزه لوئیس د ویلایونگا) می‌گیرد، اما شوهرش مظنون می‌شود. .